# Estadi Kings Park
L'Estadi Kings Park és un estadi esportiu de la ciutat de Durban, a Sud-àfrica. Per patrocini ha rebut els següents noms:
- ABSA Stadium (2000 – 2010)[1]
- Mr Price Kings Park (2011 – 2012)[2]
- Growthpoint Kings Park (2013 – 2018)
- Jonsson Kings Park (2018 – 2022)
- Hollywoodbets Kings Park (2022 – )[3]

L'estadi va ser inaugurat el 28 de juny de 1958, i tenia una capacitat per a 12.000 espectadors. Fou renovat amb motiu de Copa del Món de rugbi de 1995. També fou seu de la Copa d'Àfrica de Nacions 1996. Va ser seu del Campionat Africà d'atletisme de 1993 i 2016.
L'actual capacitat és de 52.000 espectadors.